# Parc archéologique de la Garenne de Cagny
Le parc archéologique de la Garenne est un site préhistorique du Paléolithique inférieur, situé sur le territoire de la commune de Cagny, dans la Somme, au sud-est d'Amiens. Propriété de l'État, il se trouve au cœur du petit bois de la Garenne.

## Une terrasse fluviatile
Le bois de la Garenne renferme une coupe archéologique qui se présente comme un talus riche en craie et en silex, recouvert par un complexe de niveaux fluviatiles (appartenant à la moyenne terrasse de la Somme), correspondant en réalité à une ancienne rive de l'Avre (aujourd'hui trente mètres plus bas).
Les nappes alluviales préservées du bassin versant de la Somme qui se superposent en terrasses étagées (datées de 450 000 à 350 000 ans), ont livré quantité de données sur les anciens peuplements du Nord de la France sur les sites de Cagny-la-Garenne et Cagny-l'Épinette (vallée de l'Avre). Outre les vestiges lithiques, des restes de grands herbivores ont été trouvés : aurochs, cerfs, chevaux de Mosbach notamment.

## Historique
Dès le début du XXe siècle, la carrière, encore en pleine activité, a fait l'objet de toute l'attention de la communauté scientifique. Les nombreux vestiges paléolithiques y ont été étudiés par plusieurs générations de préhistoriens qui s'y sont succédé, comme Victor Commont, premier à signaler les industries préhistoriques de la briqueterie Sanier (puis briqueterie Mouly), et l'abbé Henri Breuil qui a suivi le site pendant plus de 25 ans. François Bordes et Franck Bourdier ont laissé des publications majeures sur le Quaternaire régional. Roger Agache, puis Alain Tuffreau et son équipe, ont travaillé sur le gisement.

## Un site acheuléen

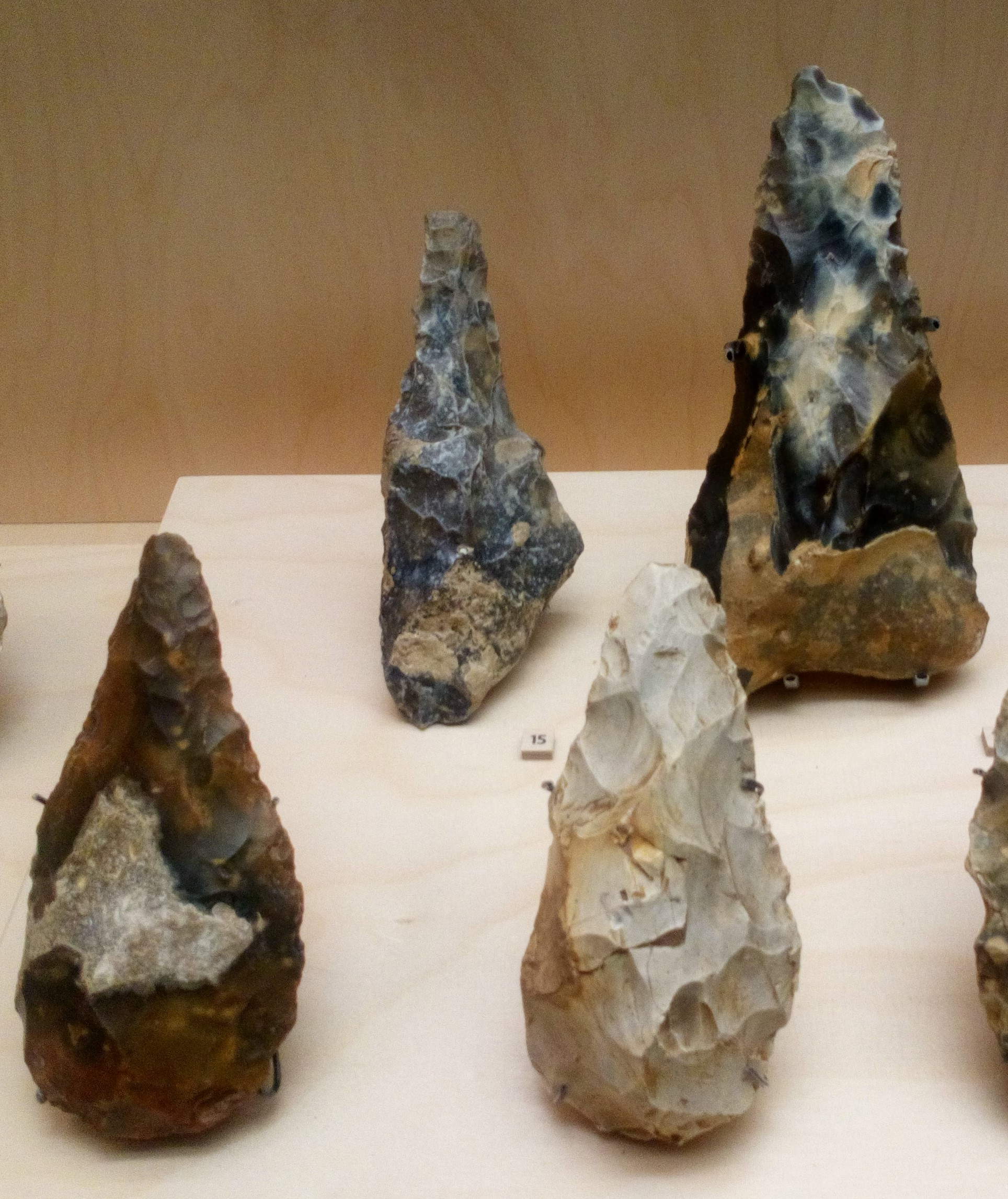
Bifaces de Cagny (Musée de Picardie)

Au Paléolithique inférieur tardif, des hommes occupaient la région. Ils ont laissé d'abondants vestiges d'outils lithiques appartenant à l'Acheuléen (cf. fouilles des quartiers Saint-Acheul et de Cagny),,.
L'occupation du site est datée des stades isotopiques 12 (478 000 à 424 000 ans AP) et 11 (424 000 à 374 000 ans AP). Le stade 11 correspond à une période interglaciaire (avec des températures comparables à celles d'aujourd'hui), avec une faune de milieu humide dans un environnement boisé et de clairières. Les fouilles archéologiques du site ont permis de mettre au jour des bifaces et des hachereaux, mais aucun fossile humain n'a à ce jour été trouvé. On ne peut donc savoir si les hommes qui fréquentaient le site étaient des Homo heidelbergensis ou des Néandertaliens, les deux espèces humaines européennes de l'époque.

## Conservation
Les outils lithiques, étudiés par les préhistoriens Henri Breuil, H. Kelley, François Bordes, Franck Bourdier, etc. ont été dispersés dans plusieurs collections publiques ou privées (musée de Picardie, collection Ponchon de l'école normale d'Amiens, collection Kelley et Vayson de Pradenne au Musée de l'Homme, collection Bordes au laboratoire de géologie du Quaternaire et de préhistoire de Bordeaux, etc.).

## Le parc archéologique
Le bois de la Garenne, dans lequel se trouve le parc archéologique avec sa couche géologique, est accessible au public, excepté le périmètre grillagé qui protège le gisement paléolithique. La couche géologique est bien visible quoique non-accessible. Il est possible de participer à des visites guidées sur le site.